# Sankt Johannis (Bayreuth)

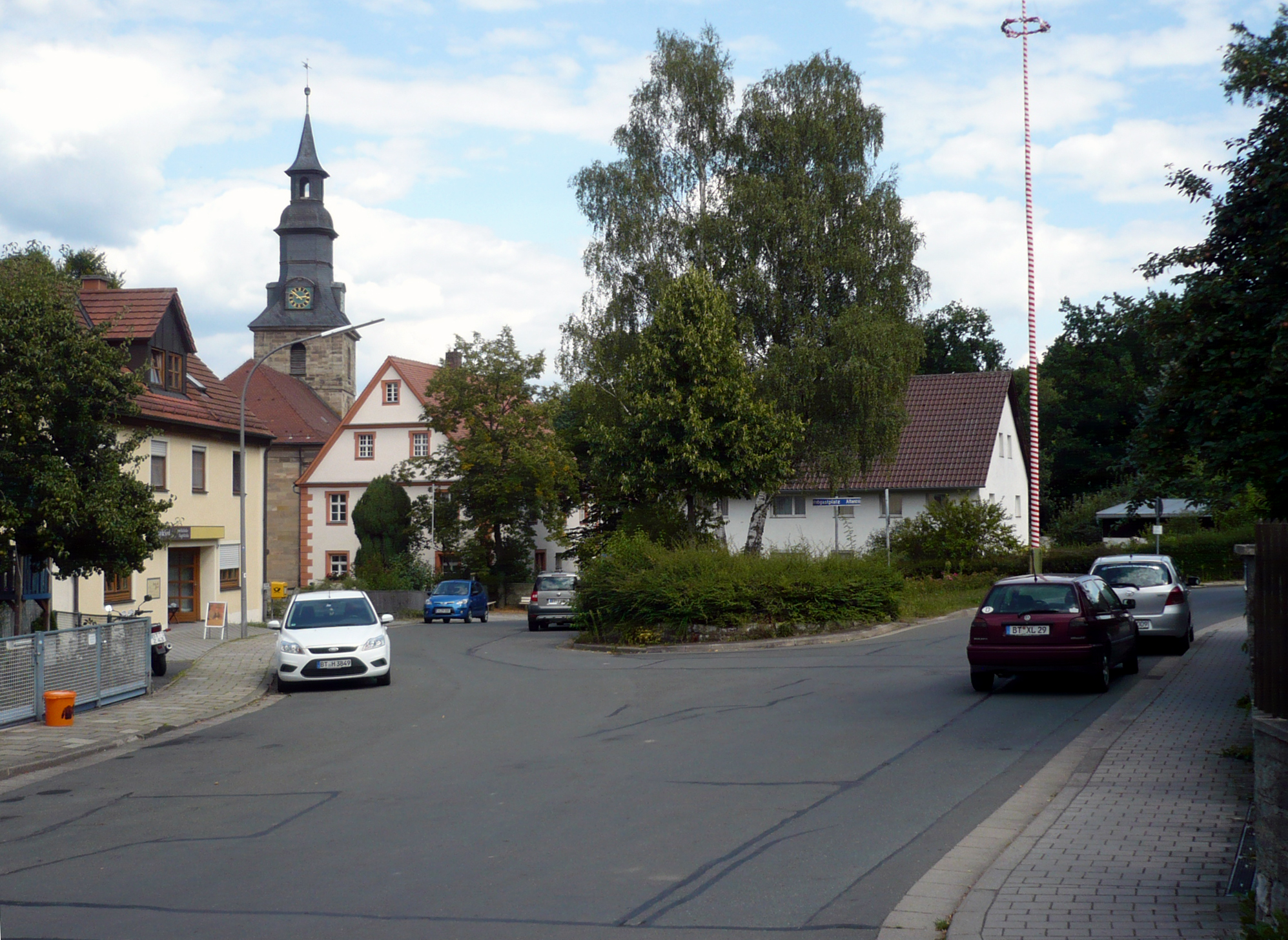
Altentrebgastplatz

Sankt Johannis ist ein Stadtteil von Bayreuth in Oberfranken. Die Gemarkung Sankt Johannis hat eine Fläche von 2,035 km². Sie ist in 827 Flurstücke aufgeteilt, die eine durchschnittliche Flurstücksfläche von 2460,54 m² haben. In ihr liegen neben dem namensgebenden Ort die Gemeindeteile Eremitage, Eremitenhof, Geiersnest, Hornsröth, Mooshügel, Römerleithen und Wunau.

## Lage

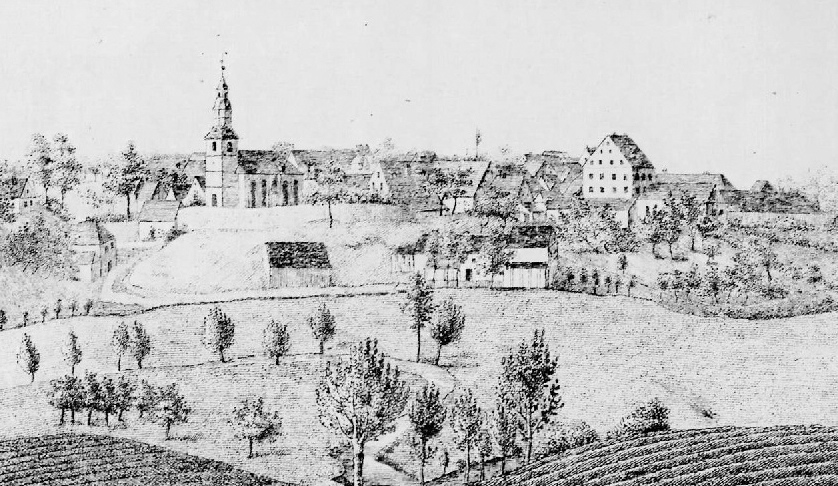
Sankt Johannis um 1840

Das ehemalige Pfarrdorf liegt am Westhang eines Hügels östlich der Stadt. Von ihr ist es durch die Bundesautobahn 9, die lediglich an zwei Stellen unterfahren werden kann, räumlich getrennt.

## Geschichte

Sankt Johannis um 1850

Sankt Johannis ist vermutlich älter als die Stadt Bayreuth. Aus dem Jahr 1441 lässt sich im Bereich der Flur ein Burgstall nachweisen, der um 1451 wieder aufgebaut wurde. Die Annahme, der Ort habe einst Altentrebgast geheißen, ist möglicherweise falsch. 1557 erhielt Georg Imhof zu Sankt Johannis den „Ansitz zu Trebgast auf dem Hofe“ als markgräfliches Lehen, 1576 nannte er sich „Georg Imhoff zu Altentrebgast auf dem Hoff, itzt Sanct Johannis genannt“. Den heutigen Namen erhielt das Pfarrdorf nach dem Bau der Kirche Mitte des 16. Jahrhunderts.
Der Ort bestand hauptsächlich aus einem Rittergut und wenigen weiteren landwirtschaftlichen Kleinbetrieben. Stark gewerblich ausgerichtet, war er ein Arbeiterdorf mit überwiegend kleinen Häusern ohne Scheunen- oder Stallanbauten. Ab 1846 pendelten viele Leineweber in die Flachsfabrik im nahegelegenen Friedrichsthal.
Gegen Ende des 18. Jahrhunderts gab es in Sankt Johannis 32 Anwesen (1 Schloss mit Brauerei und Ökonomie, 3 Söldengüter, 1 Wirtshaus, 1 Schmiede, 1 Mühle, 1 Tropfhaus mit Backrecht und Branntweingerechtigkeit, 1 Wohnhaus mit Ziegelhütte, 21 Tropfhäuser, 1 Haus, 1 Felsenkeller mit Wohnung). Die Hochgerichtsbarkeit stand dem bayreuthischen Stadtvogteiamt Bayreuth zu. Die Dorf- und Gemeindeherrschaft sowie die Grundherrschaft über sämtliche Anwesen hatte das Amt St. Johannis.
Von 1797 bis 1810 unterstand der Ort dem Justiz- und Kammeramt Bayreuth. Nachdem im Jahr 1810 das Königreich Bayern das Fürstentum Bayreuth käuflich erworben hatte, wurde Sankt Johannis bayerisch. Infolge des Gemeindeedikts wurde 1812 der Steuerdistrikt Sankt Johannis gebildet. Neben dem Hauptort gehörten zu diesem Aichig, Bauernhöfen, Colmdorf, Eremitage, Eremitenhof, Friedrichsthal, Geiersnest, Grunauermühle, Hölzleinsmühle, Laineck, Monplaisir, Mooshügel, Obere Röth, Oschenberg, Pudermühle, Riedelsgut, Rodersberg, Rollwenzelei, Römerleithen, Seulbitz, Untere Röth, Walkmühle und Wunau. Zugleich entstand die Ruralgemeinde Sankt Johannis, zu der Eremitage und Römerleithen gehörten. Sie war in Verwaltung und Gerichtsbarkeit dem Landgericht Bayreuth zugeordnet und in der Finanzverwaltung dem Rentamt Bayreuth (1919 in Finanzamt Bayreuth umbenannt). Mit dem Gemeindeedikt von 1818 erfolgte die Eingemeindung von Eremitenhof mit Geiersnest, Mooshügel und Wunau. Etwas später wurden auf dem Gemeindegebiet Hornsröth und Philippsruhe gegründet. Ab 1862 gehörte Sankt Johannis zum Bezirksamt Bayreuth (1939 in Landkreis Bayreuth umbenannt). Die Gerichtsbarkeit blieb beim Landgericht Bayreuth (1879 in Amtsgericht Bayreuth umgewandelt). Die Gemeinde hatte eine Gebietsfläche von 2,291 km².
Entlang der Sonntagstraße wurden um 1900 kleine Arbeiterhäuschen errichtet. In unmittelbarer Nachbarschaft zum Eremitagepark entstanden 1922, 1938–39 und 1965 Mietwohnungen. In den 1970er Jahren wurden mit der Ochsenhut und im Flurstück Gstöckig über der Flusskante des Roten Mains neue Wohngebiete erschlossen.
Am 1. April 1939 wurde Sankt Johannis nach Bayreuth eingemeindet, 1048 Einwohner wurden zu Bayreuther Bürgern. Der damalige Bayreuther Oberbürgermeister Friedrich Kempfler wollte die nationalsozialistische Gauhauptstadt aufwerten, die damit um 1000 Hektar Fläche wuchs. Zum Dank erhielten die Neu-Bayreuther – die allerdings vorwiegend nur Nebenerwerbslandwirte waren – einen Zuchtbullen als Geschenk.

### Einwohnerentwicklung
Gemeinde Sankt Johannis
| Jahr      | 1822   | 1840   | 1852   | 1855   | 1861   | 1867   | 1871   | 1875   | 1880   | 1885   | 1890   | 1895   | 1900   | 1905   | 1910   | 1919   | 1925   | 1933   |
| Einwohner | 474    | 629    | 654    | 656    | 701    | 714    | 754    | 841    | 853    | 802    | 828    | 976    | 1033   | 1078   | 1092   | 980    | 1046   | 1093   |
| Häuser    | 53     |        |        |        |        |        | 74     |        |        | 68     | 77     |        | 81     |        |        |        | 88     |        |
| Quelle    | [ 18 ] | [ 19 ] | [ 19 ] | [ 19 ] | [ 20 ] | [ 21 ] | [ 22 ] | [ 23 ] | [ 24 ] | [ 25 ] | [ 26 ] | [ 19 ] | [ 27 ] | [ 19 ] | [ 28 ] | [ 19 ] | [ 12 ] | [ 19 ] |

Ort Sankt Johannis
| Jahr      | 001819 | 001822 | 001861 | 001871 | 001885 | 001900 | 001925 | 001950 | 001961 | 001970 | 001987 |
| Einwohner | 226    | 381    | 574    | 605    | 652    | 861    | 839    | 995    | 873    | *      | 1165   |
| Häuser    |        | 37     |        |        | 50     | 62     | 65     | 79     | 89     |        | 307    |
| Quelle    | [ 29 ] | [ 18 ] | [ 20 ] | [ 22 ] | [ 25 ] | [ 27 ] | [ 12 ] | [ 30 ] | [ 31 ] | [ 32 ] | [ 1 ]  |

## Baudenkmäler

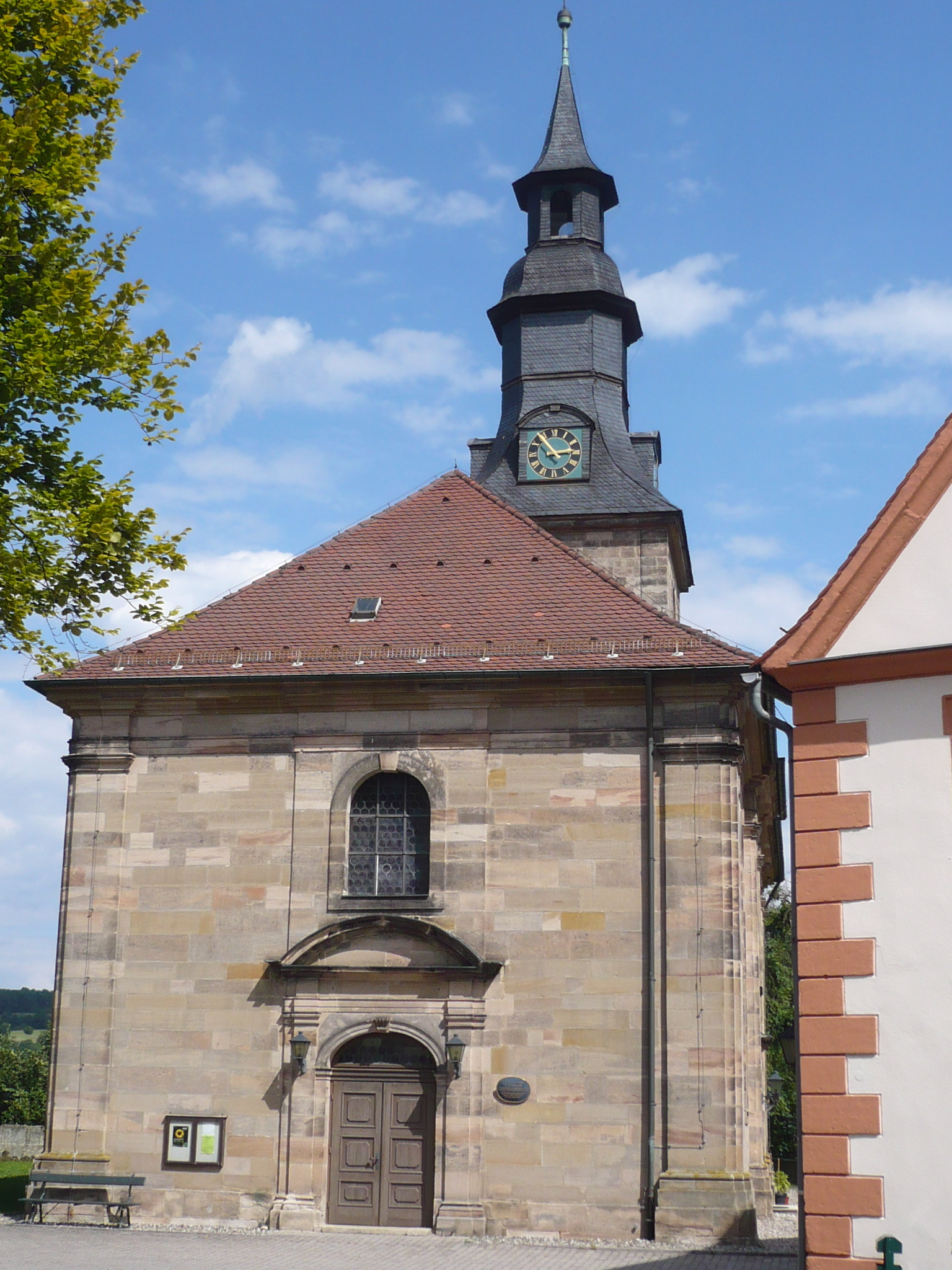
Pfarrkirche

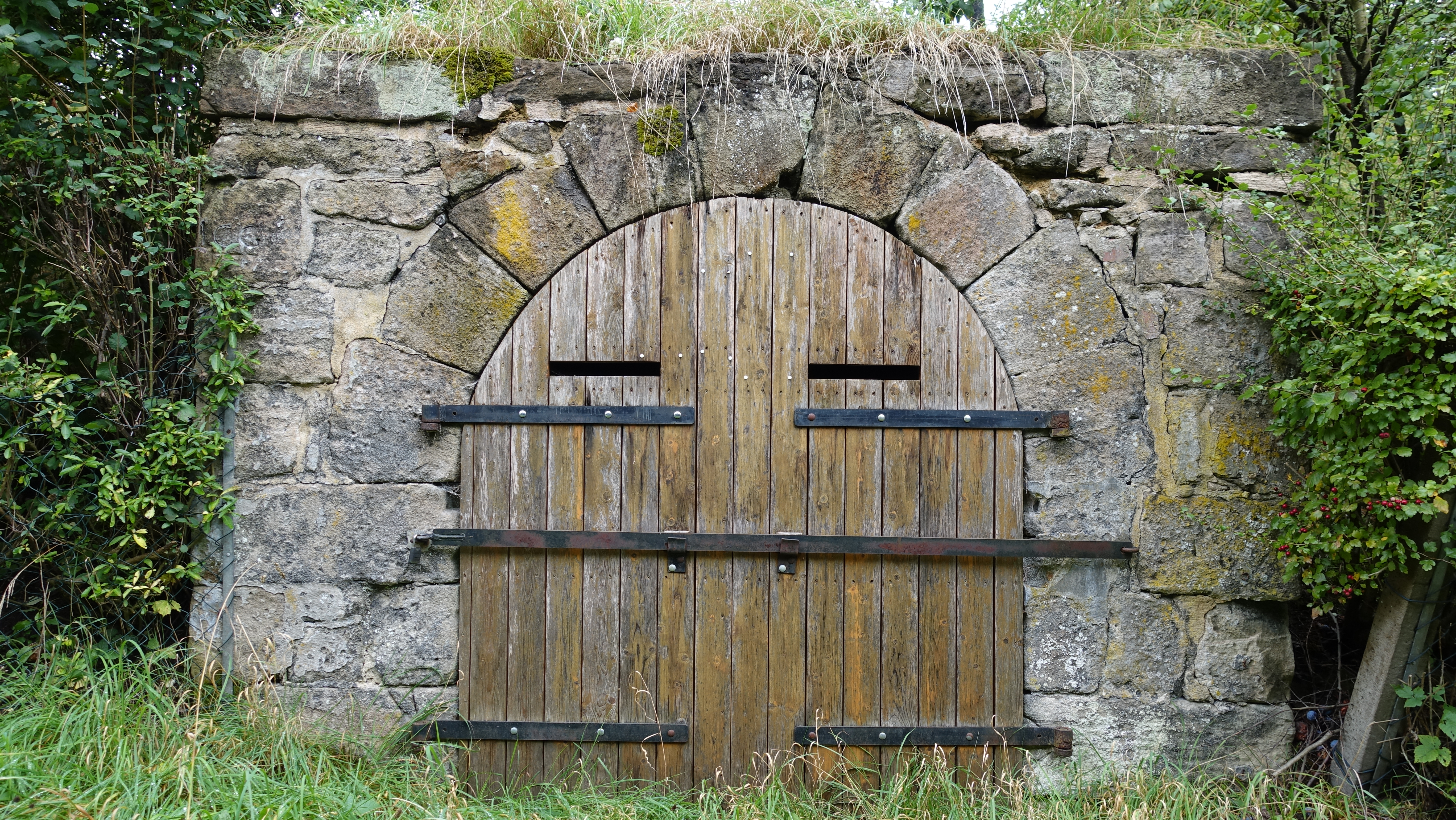
Keller

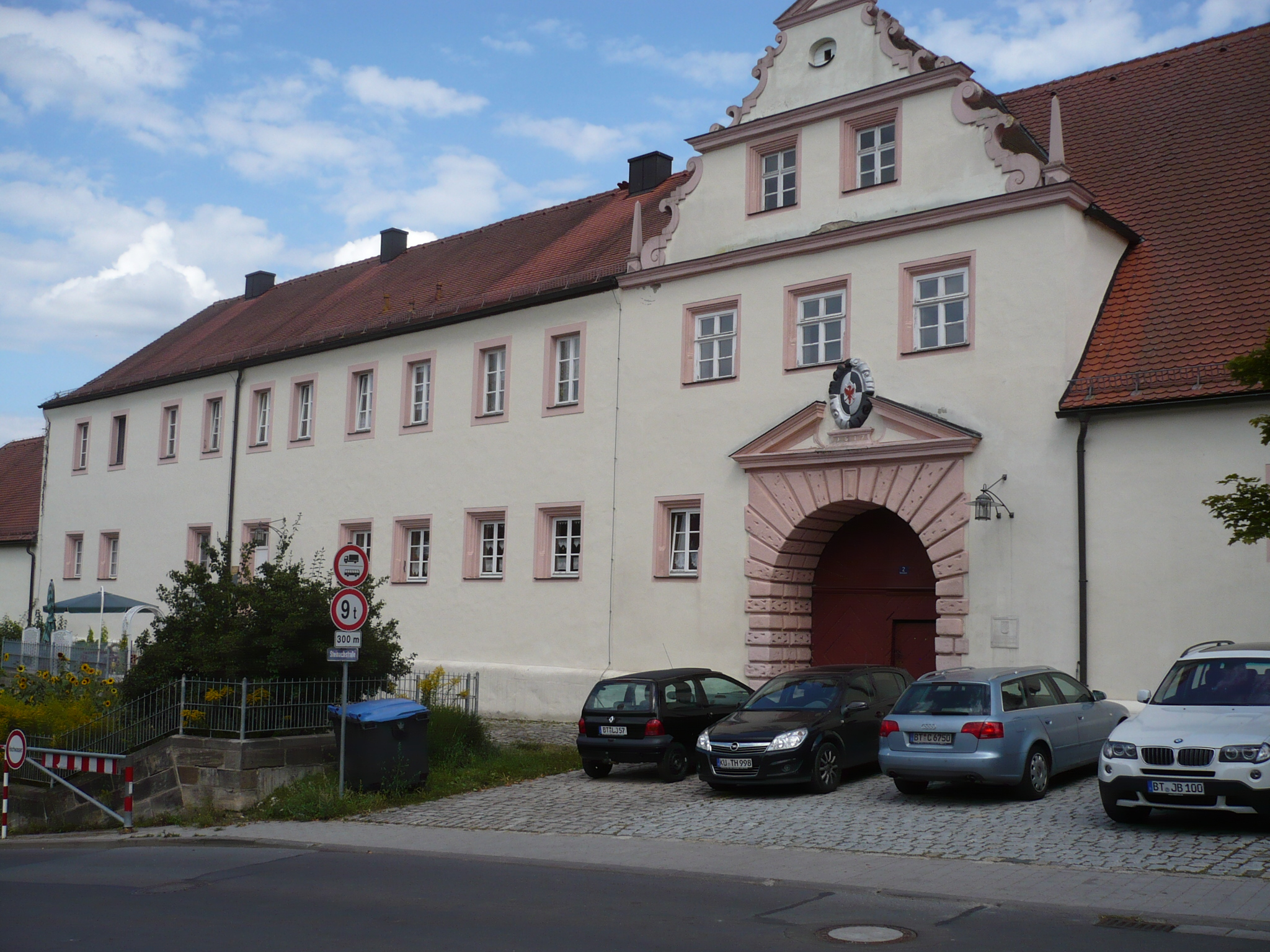
Schloss

In St. Johannis gibt es 12 Baudenkmäler, darunter:
- Schloss Sankt Johannis

1308 wurde das Schloss als Ministerialensitz erstmals urkundlich erwähnt. 1616 kam es in markgräflichen Besitz, das zugehörige Waldareal wurde ab 1664 ein umzäunter Jagd- und Tiergarten. Das Gebäude gelangte Mitte des 18. Jahrhunderts in Privatbesitz und wurde ab 1845 als „Schiedelsches Brauereigut“ genutzt. Seit 1957 ist es ein landwirtschaftlicher Betrieb der Bayreuther Justizvollzugsanstalt.
- Pfarrkirche Sankt Johannis, eine Kirche im Markgrafenstil

## Eremitage
Ein herausragendes Kulturdenkmal ist der Lustgarten Eremitage, der seinen Ursprung im markgräflichen Jagd- und Tiergarten hatte. In dem weitläufigen Park auf einem Hügel in einer Schleife des Roten Mains befinden sich zwei Schlösser, mehrere Wasserspiele und weitere Sehenswürdigkeiten.

## Religion
Sankt Johannis ist Sitz einer Pfarrei, die seit der Reformation evangelisch-lutherisch ist.

## Verkehr

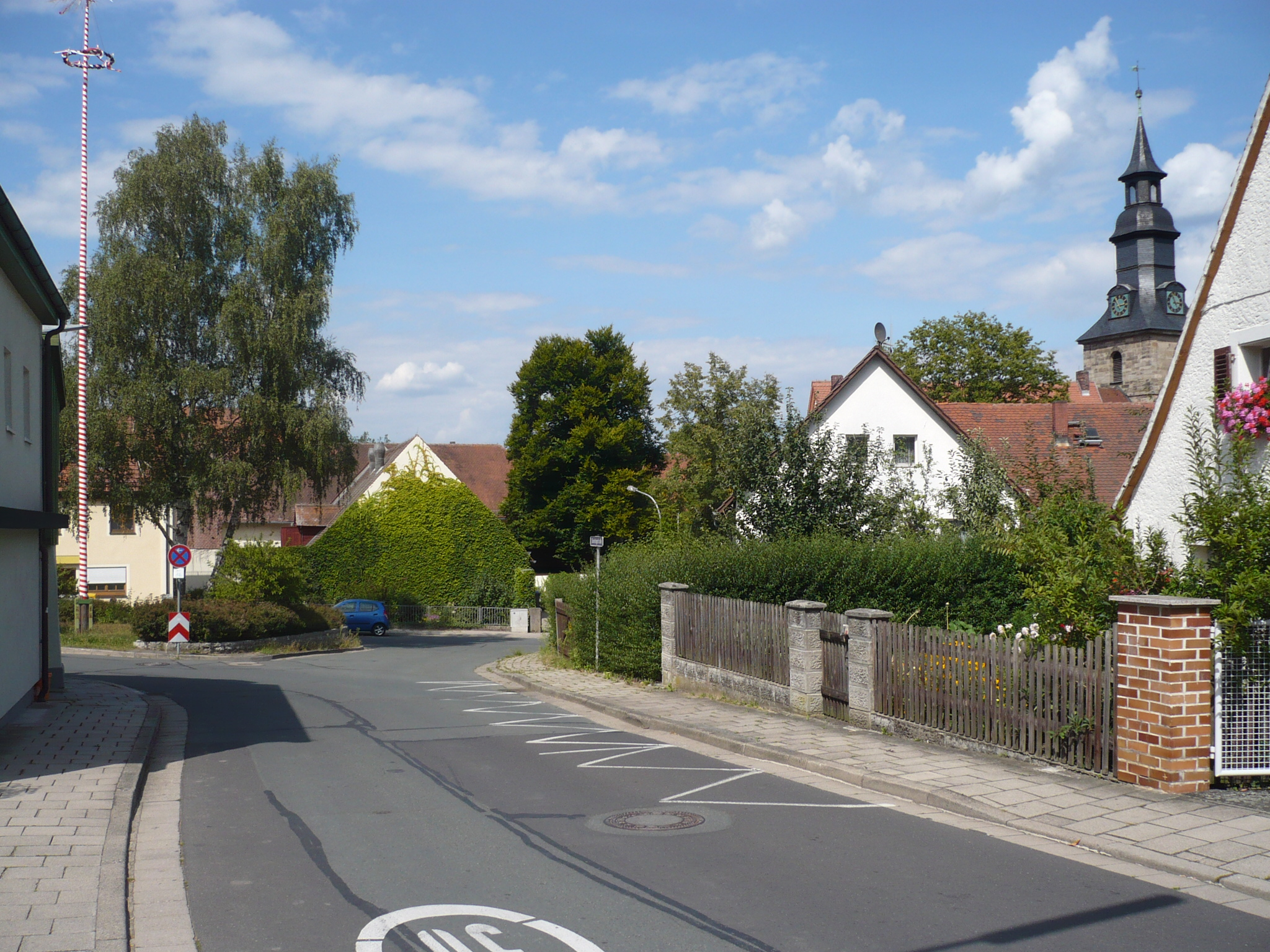
Sonntagstraße

Die Königsallee verbindet den Gemeindeteil mit der Bayreuther Innenstadt. Weitere Straßenverbindungen bestehen mit den Gemeindeteilen Sankt Georgen, Laineck, Seulbitz und Aichig. Der öffentliche Nahverkehr erschließt Sankt Johannis mit zwei Buslinien.

## Schulen und Kindergärten
In der Ziegelleite steht die Grundschule St. Johannis. Mehr als 100 Jahre hatte seit Mitte des 19. Jahrhunderts das Landhaus Monplaisir in der Eremitage als Schulhaus gedient.
1897 öffnete der im Jahr zuvor gegründete Kindergarten seine Pforten. Träger der Einrichtung in der Sonntagstraße ist die Evangelisch-Lutherische Kirchengemeinde St. Johannis.

## Sonstiges
Im örtlichen Sprachgebrauch wird der Stadtteil häufig „Kanz“ genannt. Dieser mundartliche Ausdruck entstand durch Lautveränderung und Verkürzung des Namens Johannes. Entsprechend bezeichnen sich die Einwohner als „Kanzer“, das jährliche Johannisfeuer wird „Kanzfeuer“ genannt.

## Persönlichkeiten
- Johann Christoph Funck (1759–1839), Brauereibesitzer und Mitglied der Kammer der Abgeordneten im bayerischen Landtag